# Monodelphis osgoodi
Monodelphis osgoodi är en pungdjursart som beskrevs av Doutt 1938. Monodelphis osgoodi ingår i släktet pungnäbbmöss och familjen pungråttor. IUCN kategoriserar arten globalt som livskraftig. Inga underarter finns listade.
Pungdjuret förekommer i 1 900 till 3 200 meter höga bergstrakter i södra Peru och norra Bolivia. Arten vistas där på marken i skogar. Den är aktiv på natten och livnär sig av insekter, små gnagare, frukter och frön.